# Dargok
A darginok vagy dargok (oroszul Даргинцы) egy kaukázusi népcsoport, mely főleg Oroszországban, Dagesztánban él. Az avarok után a második legnépesebb népcsoport Dagesztán területén.

## Történelem és lakóhely
A darginok főleg Dagesztánban valamint a Sztavropoli határterületen élnek. Kisebb számban megtalálhatók a Rosztovi területen, Kalmükföldön, az Asztraháni területen és Moszkva városában is.

## Népesség
A különböző összeírásokkor a darginok száma a következőképpen alakult Oroszországban:
- 1926-ban: 125 759 fő
- 1939-ben: 152 007 fő
- 1959-ben: 152 563 fő
- 1970-ben: 224 172 fő
- 1979-ben: 280 444 fő
- 1989-ben: 353 348 fő
- 2002-ben: 510 156 fő
- 2010-ben: 589 386 fő